# Marieanne Spacey
Marieanne Spacey (née le 13 février 1966) est une ancienne footballeuse internationale anglaise. Après avoir joué 91 fois pour l'Angleterre, Spacey est considérée comme l'une des plus grandes footballeuses anglais de tous les temps.

## Carrière de club
Spacey a été empêché de jouer au football à l'école dans l'équipe des garçons, mais a rejoint l'équipe féminine de British Oxygen à l'âge de 13 ans en 1979. Elle a joué pour les Friends of Fulham's sous la tutelle de Fred Brockwell et aurait signé pour le club italien Roi Lazio à l'âge de 19 ans en 1985. Spacey a également joué pour HJK Helsinki en Finlande. Le transfert finlandais ayant été favorisé par une coéquipière de Spacey en Angleterre, Louise Waller , qui avait joué pour HJK l'été précédent. Après avoir perdu 3–2 en Coupe WFA avec les Friends of Fulham's en avril 1989 contre Leasowe Pacific à Old Trafford , Spacey s'est envolé vers Helsinki avec Waller et est resté jusqu'en septembre. Spacey est ensuite retournée en Angleterre et a marqué 12 buts lors des cinq premiers matchs de la saison 1991-1992 avec son ancien club, connu sous le nom de Wimbledon Ladies en 1991.
Spacey a ensuite passé huit saisons à Arsenal à partir de 1993, avant de s’installer à Fulham avec un contrat professionnel en 2002. Elle avait manqué la deuxième partie de 1995-1996 à cause de sa grossesse. À sa dernière saison avec Arsenal, elle a été la principale buteuse et la joueuse de l’année des joueurs de la FA, remportant également un prix spécial Sport Relief. Tout au long de sa carrière à Arsenal, Spacey a connu un grand succès en tant que joueuse avant-gardiste, aidant les Gunners à remporter de nombreux trophées,.
Vic Akers a dit de la carrière de Spacey en 2009 :
« Marieanne était l’une des attaquantes les plus redoutées du match. Elle avait une bonne technique, de bonnes aptitudes avec le ballon, un bon rythme et de la puissance, et était capable de marquer des buts de partout sur le terrain, même à grande à distance. »
En 2002–2003, Spacey a remporté un triplé national avec Fulham. Elle est devenue directrice de l'équipe quand ils sont revenus à un statut de semi-pro en 2003 jusqu'en 2006 quand Fulham a complètement abandonné l'équipe féminine. Plus tard cette année-là, elle est devenue entraîneuse principale de l'AFC Wimbledon Ladies. Spacey a ensuite entraîné les équipes anglaises des moins de 16 ans, des moins de 17 ans et des moins de 19 ans, ainsi que dans les services d’entraîneurs d’Arsenal et de Charlton Athletic.
En novembre 2006, elle a été nommée responsable du développement du football féminin au sein de la fédération de football de Worcestershire.
En décembre 2013, Spacey a été nommé assistant du manager de l"équipe féminine Mark Sampson. Dans le cadre de ce rôle, elle a assumé la responsabilité de l’équipe nationale de football des moins de 23 ans de l’Angleterre et du développement des entraîneuses en Angleterre.

## Carrière internationale
Spacey a fait ses débuts pour l'Angleterre contre la Belgique le 20 août 1984. Elle a disputé les quatre matches de l’Angleterre lors de sa première participation à la Coupe du Monde Féminine de la FIFA, en 1995. Ayant fini de jouer pour l'Angleterre avec un nombre respectable de 76 matches, Spacey a ensuite été rappelé par Hope Powell pour ajouter de l'expérience au milieu du terrain. Spacey a été surprise par cette sélection : « Honnêtement, je pensais que cela ne se reproduirait plus. Quand j'ai reçu la lettre, mes jambes sont devenues faibles.  J'ai joué 76 fois pour l'Angleterre et maintenant je me sens comme la nouvelle fille! ». Elle a ensuite joué 91 fois pour son pays, marquant 28 buts avant de se retirer après l'UEFA Women's Euro 2001 , âgée de 36 ans.
Parmi les réalisations de Spacey avec l'Angleterre, il y a eu deux victoires au tournoi Mundialito en 1985 et 1988. Elle a marqué deux fois lors de la finale en 1985 contre l'Italie, alors que l'Angleterre avait gagné 3 à 2 à Caorle. En mai 1990, Spacey a marqué au stade de Wembley lors d’un match amical contre l’Écosse. En avril suivant, elle a marqué un triplé contre le même adversaire lors d’une victoire 5 à 0 en amical à Adams Park, à Wycombe. Lorsque la Football Association (FA) a pris la relève de l'équipe nationale en 1993, Spacey a mis quatre buts lors du premier match en septembre, une victoire 10-0 sur la Slovénie à Ljubljana.

## Honneurs
Spacey a été intronisé au Temple de la renommée du football anglais en 2009
Elle a été nommée membre de l'Ordre de l'Empire britannique (MBE) en 2016 pour services rendus au football